# Karel Beneš (grafik)
Karel Beneš (1. května 1932 Vlčnov – 28. září 2021 Praha) byl český grafik, malíř a ilustrátor dětských knih, člen Spolku českých umělců grafiků Hollar, který proslul především svými mnohabarevnými litografiemi s motivy vlčnovské jízdy králů, slováckých balad, s tématy hudebními či cirkusovými, a především rozsáhlou sérií autorských ex libris (přes 700). Je čestným občanem Vlčnova.

## Život
Studoval na Vyšší škole pro umělecký průmysl v Jablonci nad Nisou (1947–1950) a v letech 1949–1955 vystudoval Vysokou školu uměleckoprůmyslovou v Praze u prof. Antonína Strnadla plus další dva čestné roky v témže ateliéru.

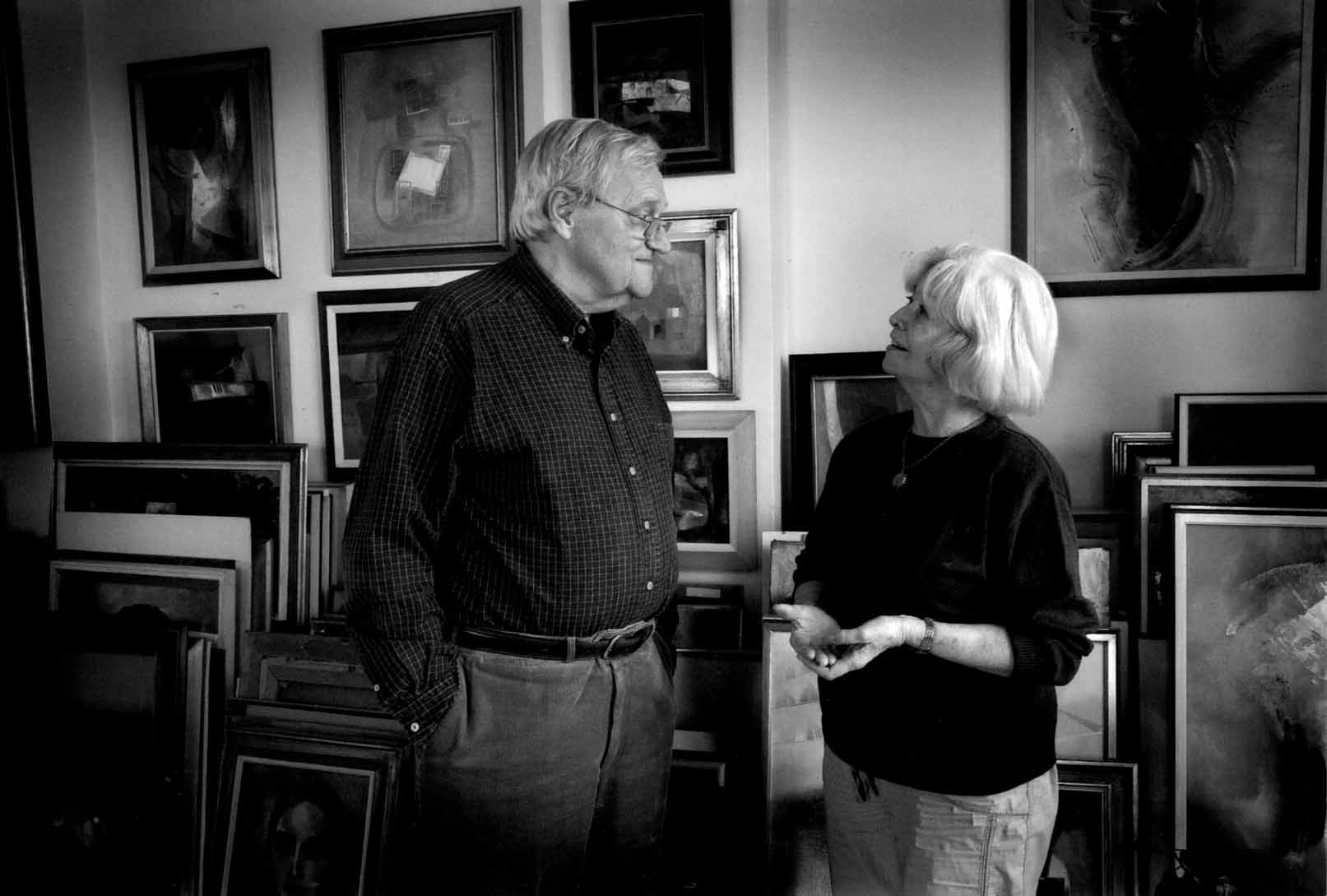
S manželkou Danielou Benešovou-Hahnovou, akad. mal.

Zúčastnil se mnoha desítek společných či skupinových výstav doma i v zahraničí, a uspořádal mnoho autorských výstav, samostatných nebo většinou společně se svou ženou Danielou Benešovou-Hahnovou.
Celý život prožil v Praze. Jeho syn Pavel Beneš je rovněž grafikem, v letech 2005–2020 byl pedagogem na UJEP v Ústí nad Labem, dcera Petra Adámková je malířka.

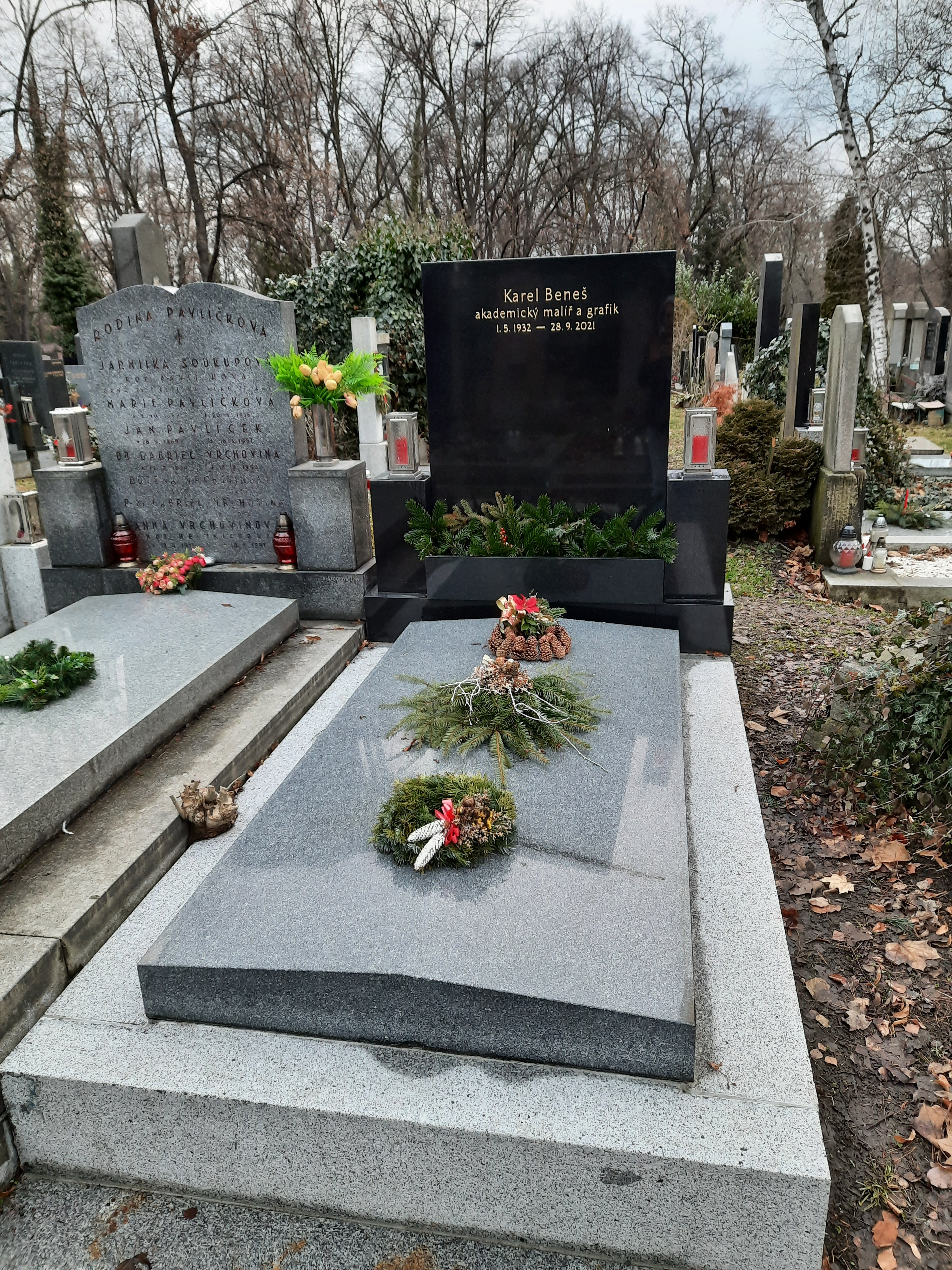
Hrob Karla Beneše na Olšanských hřbitovech

Zemřel 28. září 2021 v Praze. Pohřben je na Olšanských hřbitovech.

## Samostatné výstavy
- 1963 Moravské muzeum, Brno; Zámek Zlín
- 1967 Slezské muzeum, Opava
- 1972 Věž Jelenka, Strakonice
- 1975 Kabinet grafiky, Olomouc; Galerie D, Praha
- 1977 Muzeum Krnov; Opava
- 1978 Zlatá lilie, Praha; Olomouc; Galerie ve věži, Mělník
- 1980 Zlatá ulička na Pražském hradě, Praha
- 1981 ZDŠ Hodonín; Přerov; Panský dům, Uherský Brod
- 1982 ZK Adamov
- 1983 Dům umění, Opava; Mariánské Lázně
- 1984 Šolcův dům, Sobotka; ZK Veselí na Moravě; Čs. spisovatel, Praha; Uherské Hradiště
- 1986 Galerie Heckel, Mannheim, SRN; Stadtmuseum, St. Pölten, Rakousko; Mahlergalerie, Vídeň, Rakousko
- 1987 Divadlo Zdeňka Nejedlého, Chrudim; KD Jesenice; Grafički kolektiv, Bělehrad, Jugoslávie
- 1988 KD Moravská Třebová; Jihomoravské muzeum ve Znojmě; Bürgerhaus Sprendlingen, Dreieich, SRN; Uherské Hradiště
- 1989 Plzeň; Brusel - Antverpy - Liege, Belgie; Hus Haus, Kostnice, SRN; Galerie Purkyně, Karlovy Vary
- 1990 Přerov
- 1991 Haus der Begegnung, Bad Nenndorf, SRN
- 1992 Galleri Lykkegärd, Nr. Nebel, Dánsko; Zámek Strážnice
- 1993 Galerie Kavárna, Prostějov
- 1994 Galerie Helga, Havířov; Klicperovo divadlo, Hradec Králové; Galerie BASF, Schwarzheide, SRN
- 1995 Galerie Viva, Zlín
- 1996 Galerie D, Uherské Hradiště
- 1997 Kunovice; Uherské Hradiště
- 1998 Galeria Kleeblat, Bad Nenndorf, SRN
- 1999 Okresní muzeum v Přerově; Pelhřimov; Zámecká galerie v Buchlovicích; Klub kultury v Uherském Hradišti
- 2000 Kabinet ex libris, Chrudim
- 2001 Galerie BASF, Schwarzheide, SRN
- 2002 Galerie D, Uherské Hradiště; Kunovice
- 2004 Ceunce, E
- 2004 Rabasova galerie, Rakovník
- 2006 Grafika a malba, Galerie Chagall, Karviná
- 2008 Grafika a ilustrace, Hollar, Praha
- 2009 Grafika, Hotel Villa, Praha; Grafika a obrazy, Jízdárna zámku Kozel
- 2010 Galerie 427, Čáslav; Galerie Knížecí dvůr, Týn nad Vltavou
- 2012 Galerie Koruna, Hradec Králové
- 2014 Galerie Na měšťance, Vlčnov
- 2015 Grafika, pastely, akvarely, Galerie Týn nad Vltavou
- 2019 Uherské Hradiště
- 2020 Galerie Ikaros, Slaný

## Účast na výstavách
- 1967 Bienále ilustrací, Bratislava;
- 1968 Pražský salon, Praha; Galerie ve věži (1. mělnický salon), Mělník;
- 1969 Galerie ve věži (2. mělnický salon), Mělník; 2. pražský salon, U Hybernů, Praha;
- 1970, 1971 a 1974 Bienále ilustrací, Bologna, Itálie;
- 1972 Galerie ve věži (3. mělnický salon), Mělník; Bienále ilustrací, Bologna, Itálie; Čs. kulturní plakát, México City, Mexiko;
- 1975 30. výročí ČSSR, Praha;
- 1977 a 1978 Soudobé užité umění, Mánes, Praha; Pražské motivy v kresbě, Galerie Hollar, Praha; 2. přehlídka českého ExLibris, Chrudim;
- 1979 Čeští ilustrátoři dětem, Mánes, Praha; Výtvarní umělci dětem, Praha; Současná grafika, Mánes, Praha;
- 1980 35. výročí ČSSR, Nová síň, Praha; Čs. výtvarné umění, Brusel, Belgie; ExLibris, Linz, Rakousko;
- 1981 Soudobá knižní značka, Galerie D, Praha; Internationale ExLibris Westrijd, Saint Niklaas, Holandsko; ExLibris, Galerie D, Praha; Užitá grafika, Galerie D, Praha;
- 1982 Novoročenky, Galerie D, Praha; IBA - veletrh ilustrace, Lipsko, NDR; 24 žáků školy A. Strnadela, Galerie ve věži, Mělník;
- 1983 4. přehlídka českého ExLibris, Chrudim;
- 1984 Výtvarné umění a hudba, Galerie Vincence Kramáře, Praha; Litografie, Galerie D, Praha; 2. bienále grafiky, Brno; Současná česká grafika, Galerie Vincence Kramáře, Praha; Současná česká grafika, Bratislava; Bienále grafiky, Varna, Bulharsko;
- 1985 Bienále grafiky, Varna, Bulharsko; 11 pražských výtvarníků, Galerie ve věži, Mělník; 40. výročí ČSSR, Středočeská galerie, Praha; Československé ExLibris, Kotka Valkeakoski, Finsko; Frühjahrs und Herbstmesse, Frankfurt nad Mohanem, SRN;
- 1986 Frühjahrs und Herbstmesse, Frankfurt nad Mohanem, SRN; Artmesse, Mnichov, SRN; Tschechoslowakische Kunst, Galerie Kirdorf, Bad Homburg, SRN; Künstler aus Tschechoslowakei, Bürgerhaus Sprendlingen, Dreieich, SRN; Umění pro mír, Mánes, Praha; Cirkus a varieté, Galerie Vincence Kramáře, Praha; 5. přehlídka čs. ExLibris, Chrudim; ExLibris, Nancy, Francie; ExLibris, Malbork, Polsko; Künstler und Kunst im ExLibris, Kreis und Autobibliothek, Kronach, SRN;
- 1987 ExLibris, Wiesbaden, SRN; Čs. ExLibris, Středoslovenská galéria, Banská Bystrica a Bratislava; Žena v Galerii ve věži, Mělník; Hradec Králové*;
- 1988 Bienále užité grafiky, Brno; D'Annunzio ExLibris, Pescara, Itálie; Akt, Galerie D, Praha; Současné české ExLibris, Galerie D, Praha; Salón '88, Praha; Towo Art Center, Tokio, Japonsko; Graphic Art, Foyer des Rathauses, Dietzenbach, SRN;
- 1989 České ExLibris 1986-89, Chrudim; Současná česká grafika, Mánes, Praha; Obrazy/Sochy/Grafika, Modrý pavilon, Praha;
- 1990 23. Internationaler ExLibris Congress, Mönchengladbach, SRN; Členové Hollaru, Galerie Václava Špály, Praha; Současná česká kniha, Mánes, Praha; Současná česká grafika, Bratislava; Galerie ve věži, Mělník;
- 1991 Kresby, Galerie Hollar, Praha + Hradec Králové + Jihlava + Kladno;
- 1992 Světový kongres ExLibris, Sapporo, Japonsko; ExLibris Triennale, Chrudim;
- 1993 Miniaturen, Bürgerhaus Sprendlingen, Dreieich, SRN; Interkontakt grafik, Mánes, Praha; ExLibris a Česká krajina, Jičín; Grafika členů Hollaru, Paříž, Francie; Užitá a propagační grafika, Karolinum, Praha;
- 1994 Kongres ExLibris, Milano, Itálie; Galerie Renate Bünden, Bad Homburg, SRN;
- 1995 Hollar, Praha, Prostějov;
- 1997 Jubilanti, Hollar Praha;
- 1998 Komorní grafika v Hollaru, Praha;
- 1999 IX. Trienále ExLibris, Chrudim; Komorní grafika, Hollar, Praha.
- 2004 Komorní grafika v Hollaru, Praha
- 2005 Frýdlant nad Ostravicí; Grafické techniky III, Hollar, Praha
- 2006 Hudební motivy v současné grafice, Ústí nad Orlicí; Současné Exlibris, Letohrádek Hvězda, Praha; Grafické techniky IV, Hollar, Praha
- 2007 XXI. Mezinárodní bienále moderního Exlibris, Malbork, Polsko; 2. International Exlibris exhibition, Ankara, Turecko; Pocta Václavu Hollarovi, Clam-Gallasův palác, Praha
- 2008 Filmové klapky, U Hybernů, Praha, a Zlín; Přehlídka české grafiky, Galerie Chagall, Karviná; Eros im Art III, Galerie Deset, Praha; Zápisník zmizelého, Galerie Babylon, Liberec
- 2009 Filmové klapky, Praha a Zlín; Kresby členů, Hollar, Praha
- 2010 Filmové klapky, Praha a Zlín; Obrazy/Grafika/Keramika, Zámek Zdiby
- 2011 Filmové klapky, Zlín; XIII. bienále Exlibris, Chrudim
- 2012 Jubilanti Hollaru, Hollar, Praha; Filmové klapky, Zlín
- 2013 Nová tvorba, Hollar, Praha
- 2014 Kámen / barvy / papír a Nová tvorba, obě Hollar, Praha; Folklorní paleta, Uherské Hradiště
- 2015 VI. Mělnický salón, Galerie ve věži, Mělník